# IG Klettern
Als Interessengemeinschaft Klettern (kurz IG Klettern) wird eine Gruppe von Vereinen bezeichnet, die in ihrem Zuständigkeitsbereich die Interessen von Kletterern und Natursportlern vertreten, als Bindeglied zwischen Kletterer, Naturschutzbehörden und Naturschutzverbänden agieren und Ansprechpartner für Forst- und Grundstückseigentümer sind. Sie engagieren sich in den Regionen für naturverträgliches Klettern, wehren sich gegen ihrer Meinung nach unbegründete Felssperrungen und sorgen für sicheres Hakenmaterial an den Kletterfelsen. In Deutschland gibt es derzeit 18 regionale IGs, die Mitglied im Bundesverband IG Klettern sind. Zudem existieren IGs in der Schweiz.

## Geschichte
1989 wurde in der Fränkischen Schweiz der beliebte Röthelfels bei Morschreuth gesperrt, da er einen möglichen Wanderfalken-Brutplatz darstellte. Die betroffenen Kletterer nahmen Verhandlungen auf und konnten erreichen, dass der Röthelfels wieder freigegeben wurde. Etwa zeitgleich wurde große Teile des Walberla unter Naturschutz gestellt und mit einem Kletterverbot belegt. Das geschah trotz reger Frequentierung von Wanderern und dem jährlich stattfindenden Walberlafest mit Tausenden von Besuchern. Gleichzeitig wurden wegen Landschaftspflegemaßnahmen alle Haken am Walberla entfernt werden, damit wurde das Klettern verunmöglicht.
Um von derartigen Kletterverboten in Zukunft nicht mehr überrascht zu werden, gründeten die Kletterer im November 1989 mit der IG Klettern Frankenjura (heute IG Klettern Frankenjura, Fichtelgebirge und Bayerischer Wald e. V.) die erste IG Klettern Deutschlands. Diese konnten in langen Verhandlungen mit den Naturschutzverbänden einen Kompromiss erzielen, indem verschiedene Zonen ausgewiesen wurden. In manchen wurde das Klettern komplett untersagt, in anderen nur während der Brutzeit von geschützten Vögeln, in anderen Bereichen wird das Klettern ganzjährig erlaubt.
Während in Franken der Konflikt zwischen Naturschutz und Klettern von nun an in geregelten Bahnen verlief, spitzte sich in Baden-Württemberg die Lage zu, als Naturschützer anstrebten, ein weitgehend kletterfreies Bundesland zu erreichen. Bis 1991 gründeten sich in Baden-Württemberg vier weitere IGs, zudem wurde im Harz, im Münsterland und auf dem Ith im Norden Deutschlands je eine IG gegründet. In allen Gebieten konnte ein Kompromiss ausgehandelt werden, der allerdings für die Kletterer schmerzhafte Einschränkungen mit sich brachte.
Um die Geschicke des Klettersports in Deutschland auch auf bundesweiter Ebene in die Hand zu nehmen, wurde am 29. Juni 1991 der Bundesverband IG Klettern gegründet, der als Dachverband seiner Mitgliedsvereine fungiert. Die ersten Sprecher waren Friedwart Lender und Hans-Markus Urban.
1992 stellte der Bundesverband IG Klettern das siebte Mitglied zur Gründung des Kuratoriums Sport & Natur – einem Zusammenschluss der Deutschen Natursportverbände. Der damals noch recht junge Bundesverband IG Klettern war dabei das „Zünglein an der Waage“ – ohne ihn wären nicht die nötigen sieben Mitglieder zur Gründung eines Vereins bereitgestanden.
In den folgenden Jahren wurden von den Kletterern überall im Bundesgebiet weitere IGs gegründet.
Am 8. Juli 2002 gründete sich die IG Klettern und Bergsport Allgäu e. V. als südlichster Spross der IG-Klettern, in deren Zuständigkeitsbereich auch einige Felsen in Vorarlberg und Tirol fallen.
Eines der beliebtesten Klettergebiete am Grünten sollte als „Ausgleichsmaßnahme“ zur geplanten Erweiterung eines Skigebietes gesperrt werden. Wenig später – nach Verhandlungen mit dem Landratsamt und weiteren Interessengruppen – war die Vollsperrung vom Tisch.
Im selben Jahr erhielt die IG Klettern Frankenjura auf Vorschlag der Regierung Oberfrankens den Umweltpreis der Bayerischen Landesstiftung.
Im Juli 2005 reichte die IG Klettern eine Normenkontrollklage gegen die Sperrung des Konradsfels bei Villmar an der Lahn beim Verwaltungsgerichtshof Kassel ein.
2008 gründete sich die IG Klettern Saar-Hunsrück, nachdem umfangreiche Felssperrungen drohten. Sehr bald konnte von der neu gegründeten IG erreicht werden, dass am „Ferl“ weiterhin geklettert werden darf.

## Mitgliedsverbände
Derzeit sind folgende IGs im Bundesverband IG Klettern organisiert:

- IG Klettern und Bergsport Allgäu
- IG Klettern Donautal/Zollernalb
- IG Klettern Frankenjura, Fichtelgebirge und Bayerischer Wald
- IG Klettern Halle/Löbejün
- IG Klettern Mittelsachsen
- IG Klettern München & Südbayern
- IG Klettern Niedersachsen
- IG Klettern Nordrhein-Westfalen
- IG Klettern Rhein-Main
- IG Klettern Saar-Hunsrück
- IG Klettern Schwäbische Alb
- IG Klettern Südeifel – OSC Kordel/Kylltal
- IG Klettern Südschwarzwald
- IG Klettern Thüringen
- IG Klettern Vulkaneifel
- Odenwälder Kletterfreunde
- Bergfreunde Ibbenbüren
- PK – Vereinigung der Pfälzer Kletterer
- TBB – Thüringer Bergsteigerbund (gleichzeitig auch Sektion im DAV)

## Aktivitäten
Die Aktivitäten der regionalen IGs erstrecken sich auf ein breites Spektrum, die die Naturverträglichkeit des Klettersports sicherstellen sollen. Hierzu werden Kletterkonzeptionen ausgearbeitet. In den jeweiligen Klettergebieten werden Felsen zoniert in Bereiche, die beklettert und erschlossen werden dürfen (Zone 3), in Bereiche, die nicht verändert werden dürfen, klettern jedoch erlaubt ist (Zone 2) und in Bereiche mit Kletterverbot (Zone 1). Einige Regionen verfolgen jedoch andere Konzepte, die denselben Effekt wie eine Zonierung haben. Zudem werden weitere, differenzierte Regelungen erarbeitet, die den Verhältnissen am jeweiligen Fels angepasst werden. Beispielsweise gibt es zeitlich befristete Sperrungen, die bei der Brut seltener Vögel Anwendung finden. Bei gefährdeten Pflanzen auf den Felsköpfen können Felskopfbetretungsverbote beschlossen werden. An einigen Felsen konnten die IGs eine Veröffentlichung in Kletterführern verhindern. Die Regelungen haben meist freiwilligen Charakter, die meist sehr gut eingehalten werden. Je nach Region können die Regelungen in Zusammenarbeit mit den Behörden auch amtlichen Charakter haben.
Darüber hinaus kümmern sich die IGs oft um sicheres Hakenmaterial in den Felsen. Der Bundesverband IG Klettern organisiert den Einkauf von qualitativ hochwertigem Material in Zusammenarbeit mit einigen Herstellern und unterstützt die regionalen IGs gegebenenfalls finanziell.
Die IGs vor Ort haben das nötige Know-how, welche Haken an ihrer Art Fels vor Ort den zuverlässigsten Halt liefern. So werden alte, unsichere Haken gegen neue ersetzt. Die IG Klettern führt regelmäßig Kurse zum Setzen von Bohrhaken durch.
Viele IGs geben Kletterkurse und bilden eigene Fachübungsleiter aus. Die IG Klettern München und Südbayern betreibt die Kletterhalle „Heavens Gate“ am Ostbahnhof in München, die Routen mit 30 Metern Höhe bietet. Einige IGs kümmern sich neben dem Klettern auch um andere Natursportarten. So engagiert sich die IG Klettern und Bergsport Allgäu e. V. beispielsweise im Bereich naturfreundliches Skitourengehen.
Der Bundesverband IG Klettern vertritt darüber hinaus die Interessen der Kletterer in der DAV – Kommission Klettern und Naturschutz sowie im Kuratorium Sport und Natur.
In neuerer Zeit ergeben sich immer wieder Konflikte mit Anwohnern, Landwirten und Jägern; hier fungieren die IG Klettern als Konfliktmanager, um einen für allen akzeptablen Kompromiss zu finden.

## Die IG Klettern und der DAV
Bei der Gründungsversammlung der IG Klettern Frankenjura am 4. November 1989 wurde diskutiert, ob der Verein als DAV-Sektion gegründet werden sollte oder nicht. Als sich herausstellte, dass der DAV über die Sperrung des Röthelfelsens informiert gewesen war, jedoch keine Einwände geäußert hatte, wurde beschlossen, eine eigenständige Vertretung der Interessen der Kletterer zu gründen. Es herrscht jedoch mittlerweile meist ein freundschaftliches Verhältnis zwischen den IGs und dem DAV, das mit einer Zusammenarbeit bei vielen Projekten einhergeht. In einigen Punkten gibt es jedoch deutliche Differenzen, beispielsweise ist der DAV aufgrund der Umsetzung seines umstrittenen Projekts „Skibergsteigen umweltfreundlich“ von Seiten der IG stark in die Kritik gekommen.

## Vorstand
Derzeit steht dem Bundesverband IG Klettern vor:
1. Sprecher: Friedwart Lender,
2. Sprecher: Jürgen Kollert,
3. Sprecher: Gerald Krug